# Wybory parlamentarne w Republice Weimarskiej w marcu 1933 roku

Udział głosów na NSDAP

Udział głosów na SPD

Udział głosów na KPD

Udział głosów na Zentrum

Wybory do izby niższej parlamentu Republiki Weimarskiej (Reichstagu), odbyły się 5 marca 1933 roku. Były to dziewiąte i ostatnie wybory parlamentarne w Republice Weimarskiej, a zarazem pierwsze po objęciu władzy przez Adolfa Hitlera. Były to również ostatnie ogólnoniemieckie wielopartyjne wybory parlamentarne przed 1990 rokiem. Wybory ponownie wygrała koalicja NSDAP, DNVP oraz Stahlhelmu, uzyskując większość parlamentarną. Mimo że w wyborach uczestniczyła więcej niż jedna partia, wybory te nie były całkowicie wolne, gdyż toczyły się one w warunkach wydanego przez prezydenta Paula von Hindenburga po pożarze Reichstagu w dniu 28 lutego 1933 roku dekretu „O ochronie narodu i państwa” (niem. Verordnung zum Schutz von Volk und Staat), zawieszającego obowiązujące wcześniej w Niemczech prawa obywatelskie. Partia nazistowska nadużyła aparatu państwowego w celu uzyskania jak najkorzystniejszego dla siebie wyniku. Przeciwko socjaldemokratom, komunistom i partiom centrowym wytoczono machinę brutalnego terroru, która w wielu miejscach całkowicie uniemożliwiła im prowadzenie kampanii wyborczej.

## Kampania i przebieg głosowania
Pożar Reichstagu 27–28 lutego 1933 był decydującym krokiem na drodze do pełnego przejęcia władzy w Republice Weimarskiej przez NSDAP i przekształcenia republiki parlamentarnej w monopartyjne policyjne państwo totalitarne. Pod wpływem dramatyzmu wydarzeń Prezydent Rzeszy Paul von Hindenburg został nakłoniony przez Adolfa Hitlera i Franza von Papena do podpisania już 28 lutego w trybie art. 48 konstytucji Republiki Weimarskiej (regulującego tzw. stany nadzwyczajne), tzw. Reichstagsbrandverordnung – dekretu „O ochronie narodu i państwa” (niem. Verordnung zum Schutz von Volk und Staat), który na tydzień przed przedterminowymi wyborami do Reichstagu zawieszał „czasowo” podstawowe prawa obywatelskie zawarte w konstytucji Republiki Weimarskiej z 1919 (niem. Die Verfassung des Deutschen Reiches lub też Weimarer Reichsverfassung), sankcjonując prawnie prześladowanie opozycji politycznej NSDAP przez policję pruską (podporządkowaną Hermannowi Göringowi jako komisarycznemu ministrowi spraw wewnętrznych Prus) i SA, której oddziałom Göring nadał uprzednio jako tzw. policji pomocniczej (niem. Hilfspolizei) pełne uprawnienia policyjne co do stosowania środków przymusu. Dekret zawieszał m.in. tajemnicę korespondencji, wolność zgromadzeń, nietykalność osobistą obywateli i ich mieszkań, dopuszczał tzw. „areszt prewencyjny”, czyli internowanie bez nakazu sądowego przez policję (i policję pomocniczą) i wolność publikacji. Co najważniejsze – zawieszał również możliwość sądowej kontroli decyzji administracyjnych podjętych w jego trybie (brak możliwości odwołania się do sądu). Rozstrzygające było również powierzenie wykonania dekretu ministrowi spraw wewnętrznych, a nie ministrowi wojny Rzeszy (tzn. policyjny stan wyjątkowy, a nie stan wojenny pod władzą i kontrolą Reichswehry).
Kampania poprzedzająca wybory odbyła się przy szeregu naruszeń: zamknięto 20 gazet i rozpędzano wiece katolickiej Niemieckiej Partii Centrum, aresztowano Ernsta Thälmanna i 4000 kolejnych działaczy Komunistycznej Partii Niemiec, szereg działaczy Socjaldemokratycznej Partii Niemiec zmuszono działania w podziemiu. Prawidłowość samego procesu głosowania monitorowana była w samych Prusach przez 50 tys. funkcjonariuszy SS, SA i Stahlhelmu.

## Wyniki wyborów
| Partia                                              | Głosy      | %          | Mandaty    | %     |
| --------------------------------------------------- | ---------- | ---------- | ---------- | ----- |
| NSDAP                                               | 17 277 180 | 43,9       | 288        | 44,5  |
| SPD                                                 | 7 516 243  | 19,1       | 125        | 18,6  |
| KPD                                                 | 4 848 058  | 12,3       | 81         | 12,5  |
| Centrum                                             | 4 424 905  | 11,3       | 73         | 11,3  |
| Czarno-Czerwono-Biały Front Walki (DNVP, Stahlhelm) | 3 136 760  | 8          | 52         | 8     |
| Inne                                                | 2 451 883  | 5,4        | 28         | 5,1   |
| Razem                                               | 39 655 029 | 100        | 647        | 100   |
| Frekwencja                                          | Frekwencja | Frekwencja | Frekwencja | 88,74 |
| Źródło: Gonschior.de                                |            |            |            |       |

## Następstwa

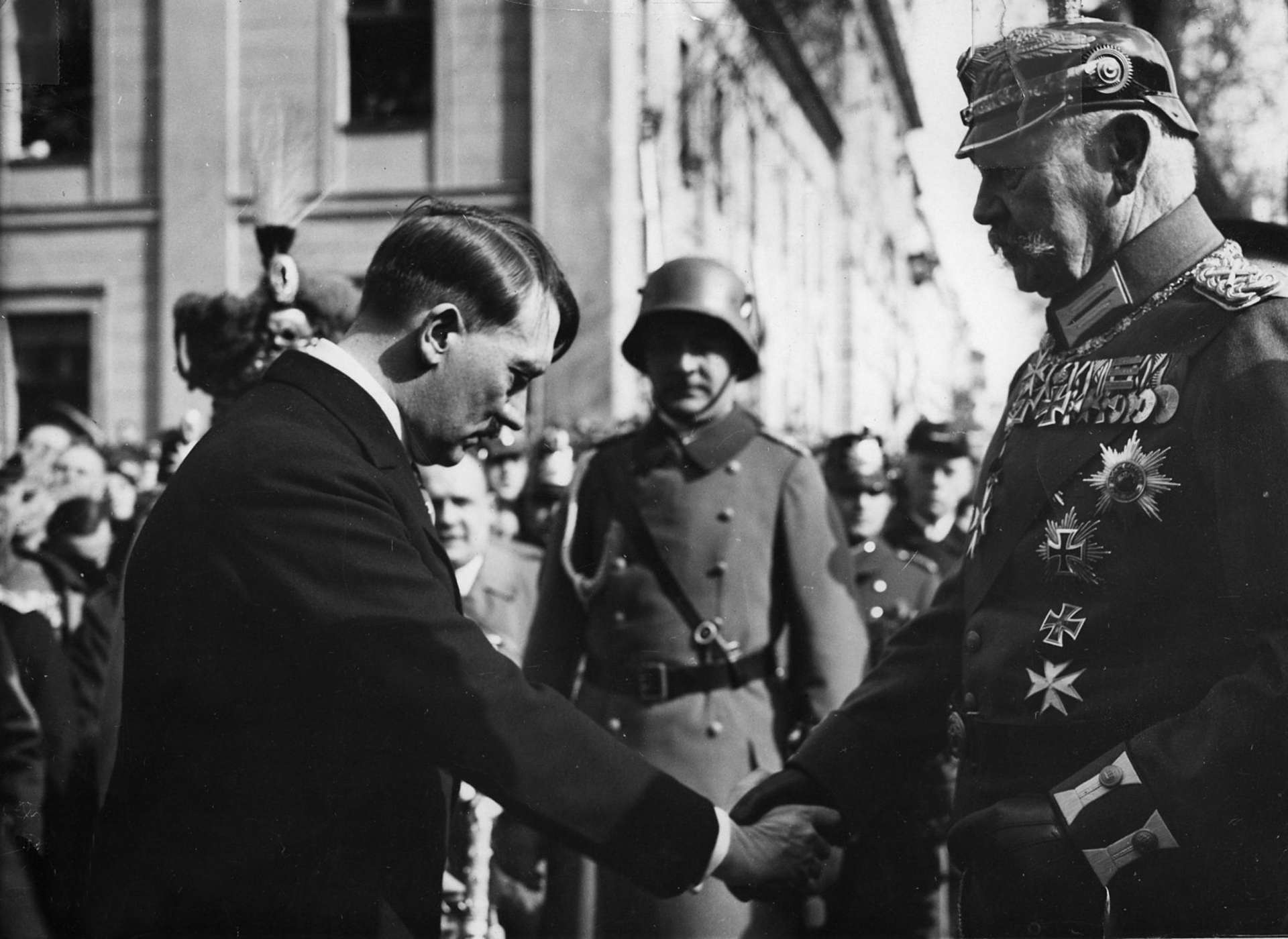
Spotkanie prezydenta Paula von Hindenburga i kanclerza Adolfa Hitlera w Poczdamie przed inauguracyjnym posiedzeniem nowo wybranego Reichstagu, 21 marca 1933

Po wyborach nowo wybrani deputowani KPD nie zostali dopuszczeni do udziału w pracach Reichstagu, a 15 marca 1933, jeszcze przed pierwszym posiedzeniem, ich mandaty zostały unieważnione. Tego samego dnia w Poczdamie miała miejsce proklamacja powstania III Rzeszy przez Adolfa Hitlera. Rząd hitlerowski specjalnym rozporządzeniem, wydanym na podstawie prezydenckiego dekretu o ochronie narodu i państwa, wprowadził zakaz używania symboli Republiki Weimarskiej, w tym czarno-czerwono-żółtej flagi państwowej i przywrócił czarno-biało-czerwoną flagę Cesarstwa Niemieckiego (II Rzeszy sprzed 1918 roku) jako jedną z dwóch flag nowego państwa niemieckiego, które miały być odtąd wywieszane obok siebie – tą drugą stała się flaga NSDAP ze swastyką, co miało symbolizować zespolenie starej tradycji państwowej z ruchem nazistowskim. 21 marca w poczdamskim kościele garnizonowym odbyło się posiedzenie Reichstagu bez udziału socjaldemokratów i komunistów, transmitowane przez radio na całe Niemcy, na którym prezydent Paul von Hindenburg powierzył przywódcy NSDAP misję utworzenia nowego rządu. Zwycięska NSDAP utworzyła koalicję z DNVP i w ten sposób mogła swobodnie rządzić bezwzględną większością 340 deputowanych (po unieważnieniu mandatów komunistów parlament liczył 566 deputowanych zamiast pierwotnych 647). Hitler nie zamierzał jednak na tym poprzestać. W jego planach było skupienie pełni władzy w swoich rękach poprzez uchwalenie tzw. „Ustawy o pełnomocnictwach” (niem. Ermächtigungsgesetz), która zezwalałaby rządowi, a w rzeczywistości kanclerzowi, na uchwalanie ustaw bez udziału Reichstagu. Z pewnymi wyjątkami, ustawy takie mogłyby nawet odbiegać od konstytucji Republiki Weimarskiej. Aby przegłosować ustawę o pełnomocnictwach, naziści potrzebowali większości 2/3 głosów w Reichstagu, wymaganej do zmiany konstytucji. W celu jej osiągnięcia, poza wyeliminowaniem KPD, musieli uzyskać także poparcie partii centrowych, przede wszystkim katolickiej Partii Centrum. To właśnie od jej głosów de facto zależało przeforsowanie omawianej ustawy.

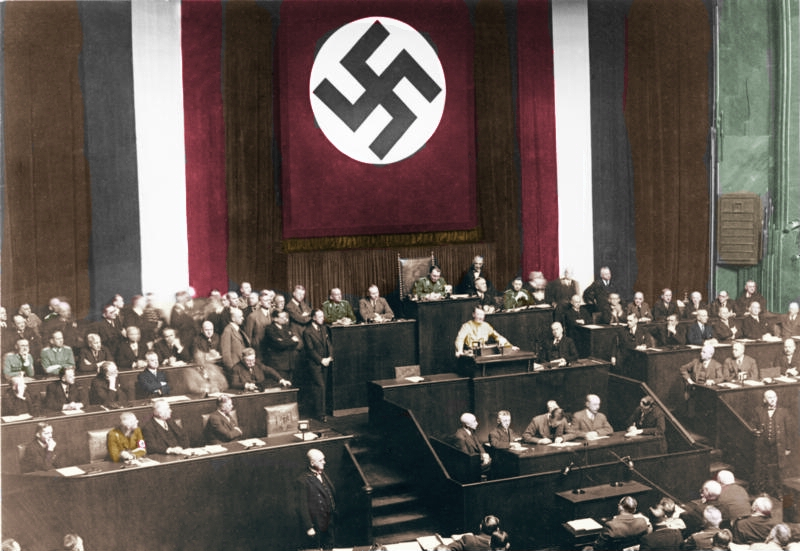
Adolf Hitler wygłasza przemówienie uzasadniające ustawę o pełnomocnictwach z mównicy Krolloper, która pełniła funkcję Reichstagu, 23 marca 1933 r. (prawdziwy budynek Reichstagu spłonął w 1933 r.

Głosowanie nad ustawą o pełnomocnictwach wyznaczono na 23 marca 1933. Na salę obrad nie wpuszczono części deputowanych SPD. Co więcej, Partia Centrum dysponująca 73 mandatami postanowiła zagłosować za przyjęciem ustawy razem z NSDAP i DNVP. Jej deputowanych zastraszano, a niektórzy obawiali się, iż w przypadku sprzeciwu zostaną zabici. Projekt Hitlera poparły także mniejsze ugrupowania – czy to z przekonania, czy z obawy o swoje bezpieczeństwo. W konsekwencji ustawę o pełnomocnictwach przyjęto przy 444 głosach za i 94 głosach przeciw, oddanych przez obecnych na sali deputowanych SPD. W ten sposób dyktatura nazistowska została prawnie usankcjonowana przez Reichstag. Kilka miesięcy później, 14 lipca 1933, rząd Hitlera przyjął ustawę zakazującą działalności wszystkich partii politycznych, z wyjątkiem NSDAP, a w kolejnych „wyborach”, które miały miejsce w listopadzie 1933, partia nazistowska zdobyła 92% głosów oraz wszystkie miejsca w parlamencie. Chociaż Reichstag formalnie funkcjonował aż do upadku III Rzeszy, był tylko organem fasadowym, pozbawionym realnej władzy. W ciągu następnych 12 lat swojego istnienia zwoływany był sporadycznie, wyłącznie w celu wysłuchania przemówień Hitlera lub jednomyślnego przyjęcia proponowanych przez niego projektów ustaw.